# Église Sveta Petka Samardjiiska
L'église Sveta Petka Samardjiiska est une église située à Sofia en Bulgarie.
Construite au XIVe siècle, au temps de la domination ottomane, elle est d'une hauteur très modeste et ne comporte pas de clocher. Elle était autrefois l'église de la corporation des artisans du cuir et est dédiée à sainte Petka (ou Parascheva des Balkans), une ascète du XIe siècle.
Elle est aujourd'hui située en contrebas du niveau de la rue Maria-Louisa, dans le passage de la station de métro Nedelya. Elle comporte des fresques du XVIe siècle à l'intérieur. Le héros bulgare Vasil Levski y serait enterré.

## Galerie photographique

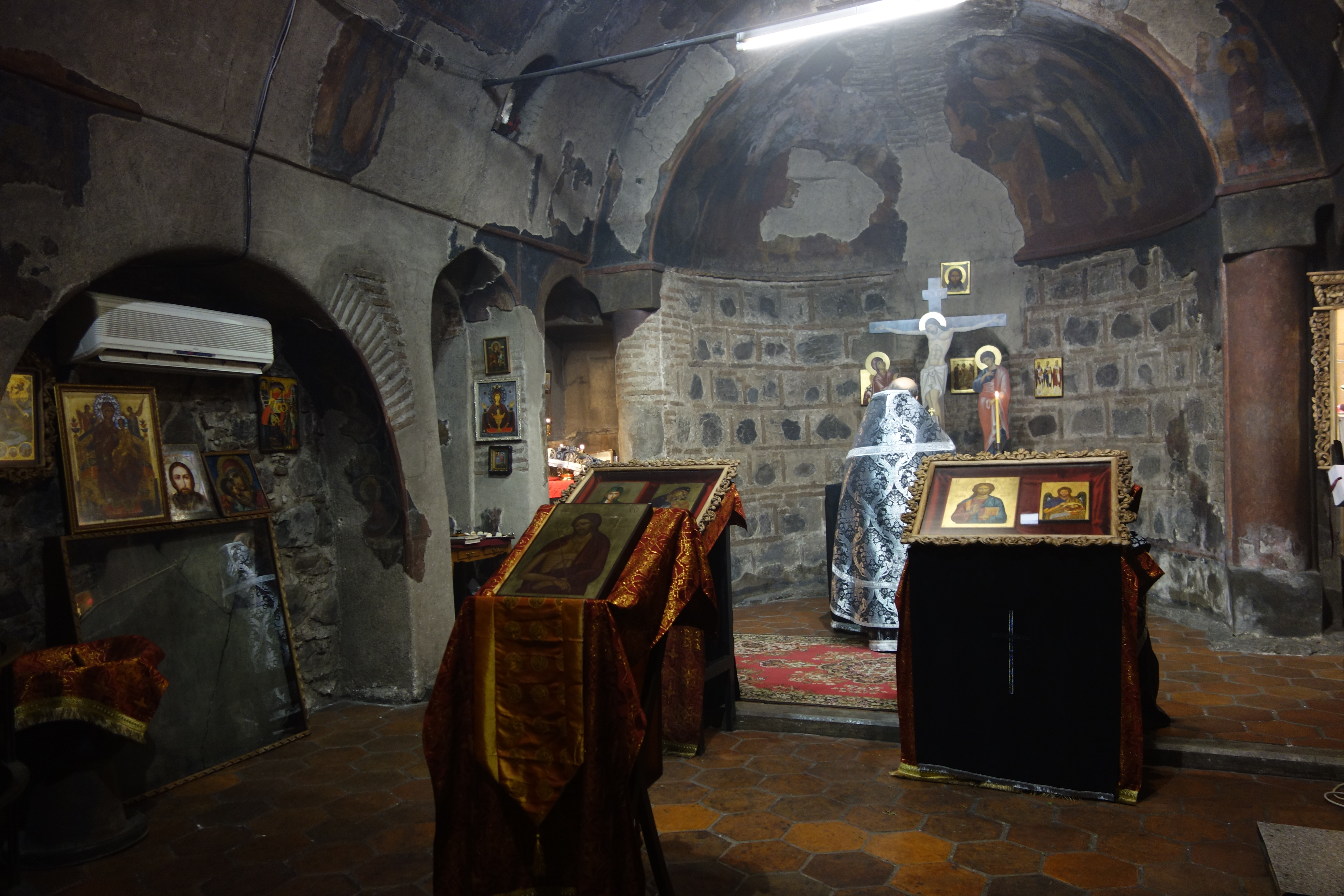
Intérieur de l'église

## Sources
- (bg) Description de l'église